# From Sarah with Love
From Sarah with Love jest balladą soulową stworzoną przez Sarah Connor, Rob Tyger i Kay Denar na debiutancki album Connor, „Green Eyed Soul” (2001). Utwór został wyprodukowany przez duet Kay Denar i Rob Tyger oraz wydany jako trzeci singel z krążka dnia 5 listopada 2001, zdobywając pozytywne oceny od profesjonalnych krytyków.
„From Sarah with Love” wspiął się na szczyt list przebojów w Niemczech, Szwajcarii, Polsce, Czechach i Portugalii oraz utrzymał się w pierwszej dziesiątce notowania w Austrii, Belgii, Finlandii, Grecji, Rosji, Rumunii oraz Węgier, stając się najbardziej dochodowym singlem wydanym przez Connor. Kompozycja była nominowana do nagrody ECHO Awards w kategorii „Najlepszy singel Pop/Rock” w roku 2002.
Singel zdobył status platynowego w Szwajcarii oraz złotego w Belgii, Austrii i Niemczech.

## Krytycy
Autor opinii wystawionej przez portal „laut.de” wspominając o dobrych stronach „Green Eyed Soul” wymienia ową kompozycje. Komentuje ją słowami: „Chociaż podobieństwo obecnego singla „From Sarah with Love” do utworu Toni Braxton „Unbreak My Heart” jest widoczne, to mimo to jest to jedna z piękniejszych ballad.”

## Lista utworów i formaty singla
| Maxi Singel 1. „From Sarah with Love” (Radio Edit) 4:12 2. „From Sarah with Love” (Kayrob Dance Mix) 4:02 3. „Man of My Dreams” 3:11 Australian Maxi Singel 1. „From Sarah with Love” (Radio Edit) 4:12 2. „From Sarah with Love” (Kayrob Dance Mix) 4:02 3. „From Sarah with Love” (Urban Remix) 4:17 4. „Man of My Dreams” 3:11 European 2 Track CD 1. „From Sarah with Love” (Radio Edit) 4:12 2. „From Sarah with Love” (Kayrob Dance Mix) 4:02 | - Wersje Promocyjne Germany Promo CD 1. „From Sarah with Love” (Radio Edit) 4:12 2. „From Sarah with Love” (Kayrob Dance Mix) 4:02 3. „From Sarah with Love” (Full Version) 5:06 Remix Promo CD 1. „From Sarah with Love” (Urban Remix) 4:17 Spanish Promo CD 1. „From Sarah with Love” (Kayrob Dance Mix) 4:02 2. „From Sarah with Love” (Radio Version) 4:12 UK Promo CD 1. „From Sarah with Love” (Radio Edit) 4:12 2. „From Sarah with Love” (Urban Remix) 4:17 3. „From Sarah with Love” (Kayrob Dance Mix) 4:02 |

## Pozycje na listach
| Lista przebojów (2001-2002)         | Najwyższa pozycja |
| ----------------------------------- | ----------------- |
| Austria (Media Control AG)          | 2                 |
| [A] Austria (Airplay Chart)         | 1                 |
| Belgia (Ultratop Flamandia)         | 6                 |
| Belgia (Ultratop Wallonia)          | 6                 |
| [A]Czechy (Airplay Top 40)          | 1                 |
| [A] Czechy (Dance Chart)            | 1                 |
| Europa (European Hot 100)           | 5                 |
| [A] Europe (Eurocharts Top 50)      | 11                |
| Finlandia (Suomen virallinen lista) | 3                 |
| Francja                             | 10                |
| [A] GSA (Airplay)                   | 1                 |
| Grecja (IFPI)                       | 9                 |
| Holandia (Veronica)                 | 6                 |
| Holandia (Dutch Top 40)             | 6                 |
| [A] Holandia (Airplay)              | 3                 |
| Izrael (Official Chart)             | 1                 |
| Japonia (Billboard)                 | 12                |
| Niemcy (Media Control AG)           | 1                 |
| [A] Niemcy (Nilsen Company)         | 1                 |
| Norwegia (VG-lista)                 | 14                |
| Polska (ZPAV)                       | 2                 |
| [A] Polska (Airplay)                | 1                 |
| Portugalia (IFPI)                   | 1                 |
| Rosja (IFPI)                        | 3                 |
| [A] Rosja (Airplay)                 | 4                 |
| Rumunia (Billboard)                 | 2                 |
| Szwajcaria (Media Control AG)       | 1                 |
| [A] Szwajcaria (Airplay Chart)      | 5                 |
| Szwecja (Sverigetopplistan)         | 38                |
| [A] Węgry (Rádiós)                  | 3                 |
| Węgry (Mahasz)                      | 3                 |
| [A] Włochy (Airplay)                | 17                |
| Włochy (FIMI)                       | 35                |
| [A] Airplay World Official Top 100  | 43                |
| World Singles Official Top 100      | 58                |

| Notowania (2001)                    | Najwyższa pozycja |
| ----------------------------------- | ----------------- |
| Austria (Media Control AG)          | 32                |
| Niemcy (INFINITY)                   | 21                |
| Szwajcaria (Media Control AG)       | 58                |
| Notowania (2002)                    | Najwyższa pozycja |
| Austria (Media Control AG)          | 42                |
| Belgia (Ultratop)                   | 14                |
| Finlandia (Suomen virallinen lista) | 21                |
| Grecja (IFPI)                       | 28                |
| Holandia (Veronica)                 | 46                |
| Niemcy (INFINITY)                   | 78                |
| Portugalia (IFPI)                   | 11                |
| Szwajcaria (Media Control AG)       | 8                 |

| Notowania (2000)-(2009)   | Najwyższa pozycja |
| ------------------------- | ----------------- |
| Niemcy (Media Control AG) | 74                |

Notowania radiowe
| Kraj   | Notowanie (2010) | Wydawca      | Najwyższa pozycja | Data osiągnięcia pozycji szczytowej |
| ------ | ---------------- | ------------ | ----------------- | --- |
| Polska | POPlista         | Radio RMF FM | 1                 | 2001-12-19 2002-01-02 2002-01-07 2002-01-08 2002-01-10 2002-01-31 2002-02-07 2002-02-15 2002-02-18 2002-02-20 2002-02-26 2002-02-27 2002-03-11 |

| Notowania (2001)         | Najwyższa pozycja |
| ------------------------ | ----------------- |
| Polska (POPlista RMF FM) | 34                |
| Notowania (2002)         | Najwyższa pozycja |
| Polska (POPlista)        | 10                |
| Notowanie TOP 50         | Najwyższa pozycja |
| Polska (POPlista RMF FM) | 14                |

Adnotacje
- A ^ Notowanie Airplay.